# 明宗 (高麗王)
明宗（めいそう、1131年11月8日 - 1202年12月3日）は、第19代高麗王（在位：1170年 - 1197年）。姓は王、諱は晧、諡号は皇明光孝大王。妃は江陵公王温の娘、光靖王后金氏。

## 経歴
1170年、武臣の鄭仲夫が反乱を起こし（庚寅の乱）、兄の毅宗を廃したため、擁立されることとなった。しかし明宗は鄭仲夫の傀儡に過ぎず、惰弱で統治能力も無かったために、鄭仲夫の後は慶大升・崔忠献らに実権を握られた。この間、明宗は武臣の暴走を止めることもできず、政治は乱れに乱れた。明宗は1197年、崔忠献によって廃され昌楽宮に幽閉され、5年後に生涯を終えた。

## 家族
- 光靖王后金氏（毅宗妃：荘敬王后金氏の妹）
  - 康宗
  - 延禧宮主(粛懿寧仁侯王稹と結婚。成平王后の母）
  - 寿安宮主